# Be Like Me
«Be Like Me» (с англ. — «Будь таким, как я») — песня американского рэпера Lil Pump при участии Лил Уэйна со второго студийного альбома Harvard Dropout (2019). Сингл был спродюсирован CBMix. Сингл получил высокую оценку музыкальных критиков. Клип был выпущен в феврале 2019 года и срежиссирован Софи Мюллер.

## Предыстория
«Be Like Me» находился в трек-листе альбома под номером двенадцать, который был показан за день до выхода сингла. Сингл был спродюсирован CBMix и выпущен накануне релиза Harverd Dropout. 25 февраля 2019 года Lil Pump исполнил песню на шоу Джимми Киммел в прямом эфире.

## Отзывы
Музыкальные критики в основном положительно оценили песню. Броуди Кенни из The 405 назвал песню «довольно не впечатляющим треком».

## Музыкальное видео
Клип был официально выпущен 21 февраля 2019 года и срежиссирован Софи Мюллер. Тема клипа та же, что и в клипе Эминема на песню «The Real Slim Shady», а Лил Памп написал в Твиттере «IM THE REAL SLIM SHADY» в качестве рекламы клипа.

## Коммерческий успех
«Be Like Me» достиг 72 позиции в американском чарте Billboard Hot 100 и 35 позиции в американском чарте Hot R&B/Hip-Hop Songs. На Irish Singles Chart сингл достиг 71 позиции, а на Canadian Hot 100 — 47 позиции.

## Композиция
- Цифровая загрузка[13]

1. «Be Like Me» (совместно с Лил Уэйн) — 4:00

## Чарты
| Чарты (2019)                          | Высшая позиция |
| ------------------------------------- | -------------- |
| Канада (Billboard Canadian Hot 100)   | 47             |
| Ирландия (IRMA)                       | 71             |
| Новая Зеландия (RMNZ)                 | 9              |
| США (Billboard Hot 100)               | 72             |
| США (Billboard Hot R&B/Hip-Hop Songs) | 33             |
| США (Billboard Rhythmic)              | 36             |

## История релиза
| Регион    | Дата            | Формат            | Лейбл                          | Ист.   |
| --------- | --------------- | ----------------- | ------------------------------ | ------ |
| США       | 21 февраля 2019 | Цифровая загрузка | Tha Lights Global Warner Bros. | [ 20 ] |
| Различный | 21 февраля 2019 | Стриминг          | Tha Lights Global Warner Bros. | [ 21 ] |